# NGC 621
NGC 621 è una galassia lenticolare situata nella costellazione del Triangolo, a una distanza di circa 235 milioni di anni luce dalla nostra Via Lattea.

## Scoperta
La galassia è stata scoperta il 24 novembre 1883 dall'astronomo francese Édouard Stephan.